# Elena Maria Petrini
Elena Maria Petrini (Spoleto, 11 febbraio 1992) è una triatleta italiana, campionessa nazionale di triathlon e di aquathlon (junior) dell'anno 2010, nonché campionessa mondiale di aquathlon (junior).

## Biografia
Nell'anno 2010, all'età di 18 anni, Elena Maria Petrini si è affermata a livello nazionale e internazionale vincendo i mondiali di aquathlon (junior), i campionati nazionali di triathlon e di aquathlon nonché la Coppa nazionale Junior.
Al triathlon sprint Jedermann disputato nell'ambito della Dextro Energy World Championship Series a Kitzbühel, Petrini ha vinto la medaglia d'oro.
Ai mondiali di aquathlon (junior) Petrini ha concluso l'anno del suo debutto con un'altra medaglia d'oro.
Nell'anno 2011, Petrini ha vinto la medaglia di bronzo ai campionati europei di duathlon (junior). Ai campionati europei di triathlon a Pontevedra si è piazzata quarta (junior).
Nell'anno 2011 Petrini partecipa anche al prestigioso Grand Prix de Triathlon Lyonnaise des Eaux in Francia. Al primo triathlon dell'anno 2011 a Nizza, Petrini si è piazzata 21ª ed è risultata seconda del suo club SASTRI 37 (Saint Avertin Sports), cioè è riuscita ad essere una delle triathlètes classants l'équipe.
Petrini vive a Roma e si prepara al centro Olimpico di Acquacetosa. I suoi allenatori sono Alessandro Bottoni e Piergiorgio Conti.

## Risultati internazionali
Il seguente elenco è basato sulle graduatorie ufficiali e sulla Athletes's Profile Page.
Dove non è indicato diversamente, si tratta di gare di triathlon (distanza Olimpica) e della categoria Elite.
| Data       | Cat.   | Pos. | Gara                                                                            | Luogo      |
| ---------- | ------ | ---- | ------------------------------------------------------------------------------- | ---------- |
| 2010-04-30 | Junior | 13   | Campionati Europei di Duathlon                                                  | Nancy      |
| 2010-07-03 | Junior | 34   | Campionati Europei                                                              | Athlone    |
| 2010-09-08 | Junior | 24   | Serie del Campionato Mondiale Dextro Energy, Grande Finale: Campionato Mondiale | Budapest   |
| 2010-09-08 | Junior | 1    | Campionati Mondiali di Aquathlon                                                | Budapest   |
| 2011-04-17 | Junior | 3    | Campionati Europei di Duathlon                                                  | Limerick   |
| 2011-06-11 | Junior | 10   | Coppa Europa                                                                    | Vienna     |
| 2011-06-24 | Junior | 4    | Campionati Europei                                                              | Pontevedra |
| 2012-09-01 | U23    | 1    | Campionati Europei 4xMixed Relay                                                | Aguilas    |